# Louis Ellies Dupin
Louis Ellies Dupin (Parigi, 17 giugno 1657 – Parigi, 6 giugno 1719) è stato uno storico della chiesa francese, autore di una celebre storia della letteratura cristiana, la Nouvelle Bibliothèque des auteurs ecclésiastiques, 58 vol. (Nuova biblioteca di scrittori ecclesiastici, 1686–1704).
L'opera, contestata fra gli alti da Jacques Bénigne Bossuet, fu censurata dall'arcivescovo di Parigi nel 1691 e soppressa per ordine del Parlamento di Parigi nell'aprile del 1696. La Nouvelle Bibliothèque fu posta all'Indice dei libri proibiti nel 1757.

## Biografia

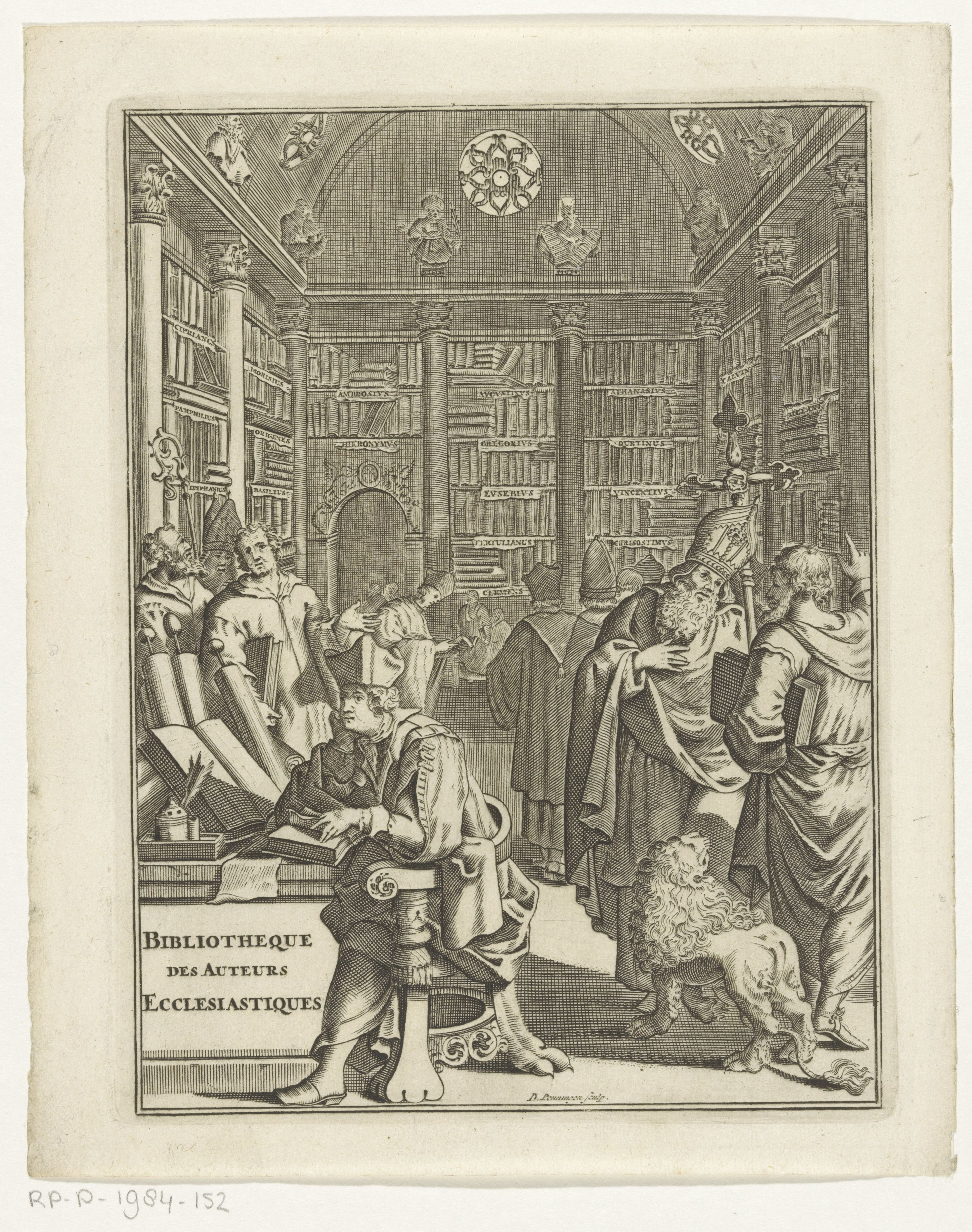
Frontespizio della Nouvelle Bibliotheque des Auteurs Ecclesiastiques, Amsterdam, Huguetan, 1691

Sua madre era nipote di Marie des Moulins, nonna del poeta Jean Racine. All'età di vent'anni Dupin accompagnò Racine a Port Royal, dove incontrò Pierre Nicole. Dupin seguì il corso di teologia alla Sorbona e conseguì la laurea nel 1680 e il dottorato nel 1684.
Apologeta del gallicanesimo (la dottrina ecclesiastica che sostiene la restrizione del potere papale), Dupin fu esiliato a Châtellerault, con l'accusa di giansenismo, dopo aver protestato contro la bolla Unigenitus di papa Clemente XI e perse la sua cattedra al Collège de France. Fu liberato solo dopo avere ritrattato. Spese i suoi ultimi anni di vita a progettare la riunione della Chiesa Cattolica e di quella anglicana. Dupin aveva rapporti amichevoli con William Wake, arcivescovo anglicano di Canterbury, che, come lui, sperava in un'unione delle due Chiese. La sua corrispondenza con Wake fu vista con sospetto dalle autorità e nel 1718 il reggente Filippo II di Borbone-Orléans fece sequestrare i documenti di Dupin.
Durante la sua visita in Francia nel 1717, lo zar Pietro I il Grande incaricò Dupin di redigere un piano per la riunione della Chiesa Ortodossa e di quella Romana. Le sue opere includono una Bibliothèque universelle des historiens, 2 vol. (1707), e L'Histoire de l'église in abrégé, 4 vol. (1712).

## Opere principali
- Bibliothèque des auteurs ecclésiastiques, 61 vol., 1686-1715
- De Antiqua Ecclesiae disciplina dissertationes historicae, 1686
- Le Livre des Pseaumes avec de courtes notes pour faciliter l'intelligence du texte, 1691
- Histoire des controverses et des matières ecclésiastiques, 9 vol., 1694-1698
- Dialogues posthumes du sieur de La Bruyère sur le quiétisme, 1699
- Dissertation préliminaire, ou Prolégomènes sur la Bible, 3 vol., 1699
- Défense de la censure de la Faculté de théologie de Paris, du 18 octobre 1700, contre les propositions des livres intitulez : Nouveaux Mémoires sur l'état présent de la Chine, Histoire de l'édit de l'empereur de la Chine, Lettre des cérémonies de la Chine, 1701
- Traité de la doctrine chrétienne et orthodoxe, dans lequel les véritéz de la religion sont établies sur l'Écriture et sur la tradition, et les erreurs opposées détruites par les mêmes principes, 1703
- Table universelle des auteurs ecclésiastiques, 4 vol., 1704
- L'Histoire d'Apollone de Tyane, convaincue de fausseté et d'imposture, 1705
- Bibliothèque universelle des historiens, contenant leurs vies et le dénombrement des différentes éditions de leurs œuvres, avec des tables chronologiques et géographiques, 2 vol., 1707
- Histoire de l'Église en abrégé, par demandes et par réponses, depuis le commencement du monde jusqu'à présent, 1712
- Histoire ecclésiastique du XVIIe siècle, 5 vol., 1714
- L'Histoire profane depuis son commencement jusqu'à présent, 6 vol., 1714-1716
- Traité historique des excommunications, dans lequel on expose l'ancienne et la nouvelle discipline de l'Église au sujet des excommunications et des autres censures, 2 vol., 1715-1719
- Mémoires historiques pour servir à l'histoire des inquisitions, 1716
- Méthode pour étudier la théologie, avec une table des principales questions à examiner et à discuter dans les études théologiques, et les principaux ouvrages sur chaque matière, 1716
- Défense de la monarchie de Sicile contre les entreprises de la cour de Rome, 1716
- Traité philosophique et théologique sur l'amour de Dieu, dans lequel on établit et l'on explique les vérités catholiques contre les erreurs de quelques nouveaux théologiens, 1717
- Histoire de la monarchie de Sicile, servant de défense contre les intrigues de la cour de Rome, 1718